# 細川しのぶ
細川 しのぶ（ほそかわ しのぶ、1974年7月24日 - ）は、日本の元AV女優。

## 略歴
- 1994年 - 細川ふみえのそっくりさんとしてAVデビュー。

## 作品

### アダルトビデオ
1994年
- 激乳クィーン（8月31日、アテナ映像）＊デビュー作
- 制服ワイセツ 着せかえボイン（9月30日、アテナ映像）
- ねぇ、吸いついて（10月31日、アテナ映像）
- ボインビューで悩みなし Gカップ（11月16日、V&Rプランニング）
- 悪魔の面接 巨乳編 里美エリ・細川しのぶ・ほか（11月18日、ジャパンホームビデオ）
- 女体エキス（12月9日、アリスJAPAN）

1995年
- 巨乳コレクション 2（1月10日、アテナ映像）＊オムニバス作品
- おっぱい揉むとシマるのよ（1月31日、アテナ映像）
- THEアイドルコレクション 2 真辺はるか/細川しのぶ他8名（2月11日、アテナ映像）＊オムニバス作品
- 超巨乳 突き放題!（3月9日、笠倉出版社）
- 巨乳征服マニュアル（4月25日、ホップビデオ）
- 快感乳タッチ（5月24日、アイビック）
- よせてあげて谷間くっきり 細川しのぶ・葉山美紀（6月5日、笠倉出版社）
- チュパチュパ倶楽部 7（6月30日、宇宙企画）＊オムニバス作品
- 細川しのぶの巨乳潮吹き大全集（7月21日、グラフィティジャパン）
- ザ・昇天スペシャル 3（8月3日、ホップビデオ）＊オムニバス作品
- 愛奴 女校生麗奴調教 バーチャルエクスタシー 3D立体ビデオ（9月2日、笠倉出版社）
- 潮吹き巨乳（9月15日、イメージボックス）
- サバイバル肉弾戦 恐怖のイヤらしい罰ゲーム（10月21日、アテナ映像）＊オムニバス作品
- 巨乳隷嬢 4（10月27日、シネマジック）
- あぶない放課後 新・女教師スペシャル 氷高小夜・河合メリージェーン・細川しのぶ（11月16日、V&Rプランニング）
- 平成縄小町（11月24日、シネマジック）
- デカパイ別女必勝法 おっぱい乱れ狂いFUCK 細川しのぶ・風間恭子・沢村麻奈美・谷口奈保（11月30日、アテナ映像）
- 女子高生巨乳蟻地獄（12月2日、笠倉出版社）
- 催眠ドッキリ大作戦 細川しのぶ・宏岡みらい（12月21日、アテナ映像）

1996年
- LINGERIE DOLLS 3 麻宮淳子 / 細川しのぶ / 矢吹まりな（1月15日、宇宙企画）
- らぶりーまにあっく（2月16日、明文社）
- 新・咥え上手な乙女たち 2（2月16日、シネマジック）＊オムニバス作品
- ONANIE & ONANIE オナフェチマニア大興奮 細川しのぶ・倉沢まりあ・ほか（3月15日、KTファクトリー）
- ベスト・オブ・シネマジック 被虐の天使たち '95（4月15日、シネマジック）＊オムニバス作品
- コスプレ激乳娘（5月10日、オークラ出版）
- 超CUP杯争奪! 泥レズリング SPECIAL 細川しのぶ・三橋里絵（5月31日、新東宝）
- レズビアン病棟 百合の堕天使 細川しのぶ・寺田弥生（6月7日、シネマジック）
- 縛乳の疼き 細川しのぶ・一色麗矢・新堂有望ほか（6月24日、笠倉出版社）
- 巨乳たべごろ!美乳!熟乳! 細川しのぶ・早見真理・西田ももこ（6月17日、オー・ケイ出版社）
- 扉の女 オフィス性奴隷（7月30日、アートビデオ）
- お姉さんたちが下着で教えてあげる 細川しのぶ・三浦しほ・鈴木まりか（9月12日、二見書房）
- 浮気妻「もう、我慢できない･･･」 細川しのぶ・麻生レイナ・愛田るか・柚木真奈 （10月12日、シーツーコーポレーション）
- アウトサイドゲーム 愛田るか・細川しのぶ・鈴木まりか（10月18日、エッチアールシー）
- 挑発家庭教師（10月、タック）
- これが巨乳だ!（オー・ケイ出版社）
- 暴かれたOL事情 2（ビッグモーカル）
- 暴れる乳首 パイズリ液まみれ（パパイア工房）

1997年
- 人間狩り（1月10日、デラックスパリス）
- 爆乳家庭教師 おしおきお父さん（2月28日、エイティフォー）
- 女校生乳縛調教 細川しのぶ・葉月美都里（3月14日、コスミックインターナショナル）
- 細川しのぶを一日奴隷にしませんか（3月18日、キュー・プランニング）
- 吸淫大巨乳 細川しのぶ・岸ゆり ほか（3月20日、コスミックインターナショナル）全4名
- ハードコアMAX 水原美々・細川しのぶ・柚木真奈（6月9日、ロイヤルアート）
- 泥レズリング クライマックス最終決戦 一の樹愛・冬木あづさ・一色麗矢・細川しのぶ（6月26日、新東宝）
- 緊縛巨乳図鑑 2 小山美由紀・佐々木優・細川しのぶ・ほか（9月19日、シネマジック）
- AV巨乳15年史ワイド90分 2（10月27日、笠倉出版社 AJV77-92）全25名
- ザ・爆乳 Vol.24（VCA）
- 娼婦のように眠りたい（ネクストイレブンクラブ）

1998年
- 大爆乳コレクション ワイド90分（笠倉出版社）＊オムニバス作品

1999年
- 大爆乳の復活（4月16日、ホットエンターテイメント）
- 1651年色恋浮世絵情話 いそしぎ 白井ゆかり・細川しのぶ（5月21日、ゼウスコレクション）
- 麗しき女たちの淫らな職業（5月28日、レイジングカンパニー）
- 魚雷姫（8月31日、ホットエンターテイメント）
- 百合の恋人たち（9月24日、シネマジック）＊オムニバス作品
- AV巨乳コレクション 2（10月1日、笠倉出版社）＊オムニバス作品
- 巨乳G7 オッパイサミット開幕 〜シゲキパイズリ&マ◯◯抜き!!（11月11日、アテナ映像）＊オムニバス作品
- 氷高小夜 新・女教師スペシャル（VOGUE）
- オフィス性奴隷（アートビデオ）

2000年
- 爆乳アイドル90分抜きまくり 沢口みき・細川しのぶ・米倉みほ（1月28日、ホットエンターテイメント）
- スーパー乳ガール 超厳選エントリー50人 卑弥呼・樹まり子・あいだもも・細川しのぶ ほか（4月28日、笠倉出版社）全50名
- 巨乳伝説（5月23日、グッドウェル）
- ウルトラ巨乳No.1（9月4日、笠倉出版社）
- Best Bust Bondage 大巨乳緊縛スペシャル（10月13日、シネマジック）＊オムニバス作品
- 爆巨乳10連発（12月1日、オー・ケイ出版社）全10名＊オムニバス作品

2001年
- 爆乳伝説（6月15日、グラフィティジャパン）全15名＊オムニバス作品
- 縛乳 2（8月24日、シネマジック）

2002年
- 濡れて猥褻。hot tongue（5月15日、みけねこ（チャンネル・ヴィ））
- インディーズエンジェルBOM! 巨乳編 4 麻生千尋・綾波涼・細川しのぶ（7月23日、ドリームクリエイト）
- 淫熟色情狂 痴女ニンフォマニア 14 細川しのぶ＆倉樹杏（9月3日、麒麟堂）
- スィート・トライアングル（10月9日、ドリームクリエイト）＊引退記念作品
- 爆乳 お姉さま（11月、みけねこ（チャンネル・ヴィ BOS-01））
- 手でイカせてあげる 29 細川しのぶ・倉樹杏（麒麟堂）
- ボディコン巨乳（ボディコン巨乳クラブ）
- 近親相姦物語DX 第三巻 本妻はエッチ好き（麒麟堂）

2003年
- 美熟女ハメ狂い 3連発 4 細川しのぶ・小田みゆき・椿さゆり（1月23日、麒麟堂）
- 巨乳快楽Deluxe（3月5日、麒麟堂）※オムニバス作品
- 巨乳隷嬢Ⅳ（3月9日、シネマジック）
- 女教師を縛る!! 3（3月27日、イズミー）
- ザ モモビジョン 色情春画録 細川しのぶ・赤羽ゆり（5月23日、桃太郎映像出版）
- 巨乳 Queens Deluxe（6月13日、デジタルドリーム）全10名
- おもてなしSP 4 細川しのぶ・叶麗美ほか（8月29日、麒麟堂）※オムニバス作品
- 爆乳お姉さま 1 細川しのぶ・眞城麗美・秋野志穂（9月21日、麒麟堂 DBOSP-01）
- 超変態・露出っ娘。1 笠木忍・細川しのぶ・藤野沙也加（12月12日、麒麟堂）

2004年
- オバンゴージャス 3（3月22日、麒麟堂）
- 巨乳淫乱娘 特盛ツユダクスペシャル 2（4月20日、トランスコーポレーション）全7名 ※オムニバス作品
- 痴女 ニンフォマニア 細川しのぶ＆倉樹杏・金子リサ＆池田こずえ（6月10日、麒麟堂）

2005年
- 隷姦調教 後藤えみり・愛田るか・細川しのぶ（9月30日、A.T.P.）

2006年
- 一期一会 オナニー・レイプ・淫語[総集編1] （1月28日、エムズビデオグループ）※オムニバス作品
- セレブコレクション着物美人編 1 細川しのぶ・叶麗美・中野千夏（2月13日、麒麟堂）※オムニバス作品

2007年
- 着物ばくにゅう（5月27日、チャンネル・ヴィ）
- 巨乳ファッカー（6月22日）他多数出演
- 巨乳・精液・栗の花（11月20日、ガイアプロジェクト）全12名 ※オムニバス作品

2008年以降
- The Best of No.1 細川しのぶ Deluxe（2008年6月6日、ビデオバンク）
- 大きなおっぱいフェチ 永久保存版！爆乳女優43名57コーナー（2009年4月24日、シネマユニット・ガス）全43名
- ザ・爆乳ベスト4時間 新基準モザイクで甦る爆乳女優たち（2010年2月26日、シネマユニット・ガス）多数出演
- 巨乳AV女優の頂点 【1980ー90年代セレクション】（2012年2月13日、オールアダルトジャパン）全24名
- シネマジック 拷問蹂躙三十年史 蛇の巻（2012年12月19日、シネマジック）多数出演
- シネマジック 乳首責め 執拗系コレクション 4（2013年6月19日、シネマジック）多数出演
- GAS10周年記念作品 爆乳の20年、女優100人8時間（2014年7月1日、シネマユニット・ガス）全100名
- V＆R 復刻女優 50人（2015年9月11日、V＆R）全50名
- 巨乳灼熱痴獄 蝋燭責めベスト（2016年10月19日、シネマジック）全19名

発売年不明
- 爆乳デカブラ着脱、揺らしまくり 6人分120分 3（ディーハウス DVY-003）
- 失楽の館（ウォーク）
- 露出デート（日本露出協会 RD-005）
- 露出デートスーパーセレクション（日本露出協会 RDS-001）
- ぶっかけフェスティバル9（シャトルジャパン BF-69）
- ぶっかけハイスクール8（シャトルジャパン KH-08）
- 巨乳ストーカー（WANT YOU）
- my Polaroid Camera 2 私のポラロイド 2（Channel v）
- 女体解剖 (Mezzo Forte)
- 誘惑巨乳お姉さま 4 (BUST LOVE)
- 卍学園 性体験淫タビュー (ロイヤルAGC)多数出演※オムニバス作品
- 平成ドキドキ女学園 3 桃色女子高制服図鑑 (シャトルジャパン)
- Forever フォーエバー 細川しのぶ（コレクターズ・システム販売）
- Dカップパラダイス 12 (シャトルジャパン)
- 細川しのぶのおもてなし 必殺手コキ（おもてなし倶楽部）
- 性感パラダイス (ラズベリードリーム社)
- 美・美人倶楽部
- ボインでいかせてあげる（KNIGHT KT-0108）
- 裏近親相姦 3（S・E・P VUKS-03）DVD

### アダルトビデオ（無修正）
- こういの好き？（2003年4月22日、カリビアンコム）
- はみ出しボンデージ爆乳（2005年4月19日、カリビアンコム）

### 成人映画、Vシネマ
- 巨乳潮吹き令嬢（1995年6月23日公開、エクセス・フィルム）監督:坂本太[4]
- 性獣三姉妹 百花淫乱（別題：三匹の女猫）（1995年12月29日公開、エクセス・フィルム）監督:上田良津[5]
- 巨乳ソープ 谷間でイって!（1996年10月19日公開、大蔵映画）監督:小林悟[6]
- 好きもの女房 ハメ狂い（1997年3月14日公開、新東宝）監督:浜野佐知[7]
- 巨乳レイプ 強制パイズリ（1997年5月24日公開、大蔵映画）監督:小林悟[8]
- 東京SEXファイル（1997年09月5日、ロイヤル）監督:小林悟＊Vシネマ[9]
- エロ教師ONANIEづくし（1997年10月21日公開、大蔵映画）監督:小林悟[10]
- 心がわり（1997年、新東宝）監督:浜野佐知[11]
- 菊次郎の夏（1999年6月5日公開、日本ヘラルド=オフィス北野）監督:北野武 -優しいお姉さん-役[12]

### テレビドラマ
- あなたの中で生きる CG青年の孤独と愛（1995年12月25日、NHK）

## 写真集
- 女性アイドル写真集 裸足の少女（1995年5月20日、笠倉出版社）撮影:牧田仁

## 出演
- ギルガメッシュNIGHT(テレビ東京)
- 上岡龍太郎がズバリ!(TBS)